# Europäischer Übersetzerpreis Offenburg
Der Europäische Übersetzerpreis Offenburg ist ein internationaler Literaturpreis für literarische Übersetzer. Er wurde 2005 von der Stadt Offenburg und der Hubert Burda Stiftung zu gleichen Teilen gestiftet und seit 2006 bis 2018 alle zwei Jahre verliehen. Nach Angaben der Stadtverwaltung Offenburg wurde die Verleihung des Europäischen Übersetzerpreises bis 2028 ausgesetzt, um „das Format zu überarbeiten und neu auszurichten“.

## Hintergrund
Mit dem Europäischen Übersetzerpreis Offenburg sollen herausragende Leistungen auf dem Gebiet der literarischen Übersetzung aus der deutschen in eine andere europäische oder aus einer anderen europäischen in die deutsche Sprache gewürdigt werden. Dabei versteht sich die Auszeichnung „insbesondere als Förderinstrument zum Abbau kultureller Barrieren, ... [und] des kulturellen Austausches im Zeichen der Europäischen Verständigung.“
Der Hauptpreis war 2018 mit 15.000 Euro dotiert, der vom jeweiligen Hauptpreisträger bestimmte Preisträger des Förder- oder des Entdeckerpreises erhielt 5.000 Euro.

## Findungskommission
Die Findungskommission ermittelte das Land des jeweiligen Preisjahres, den Juror für den Hauptpreis und den Festredner. Sie setzte sich zusammen aus Persönlichkeiten des literarischen Lebens und Vertretern der Stadt Offenburg. 2016 gehörten ihr neben anderen an: Edith Schreiner, Ragni Maria Gschwend, Michael Krüger, Ilma Rakusa und Klaus Reichert.

## Preisträger
- 2006 Renate Schmidgall (Darmstadt) für ihre Übersetzungen aus dem Polnischen; Förderpreis: Joanna Manc
- 2008 Anne Weber (Paris) für ihre Übersetzungen ins Französische; Förderpreis: Holger Fock
- 2010 Hanns Grössel (Köln) für seine Übersetzungen dänischer Lyrik; Förderpreis: Peter Urban-Halle
- 2012 Christina Viragh (Rom) für ihre Übersetzungen aus dem Ungarischen; Förderpreis: Agnes Relle
- 2014 Christian Hansen für seine Übersetzungen aus dem Spanischen; Förderpreis: Matthias Strobel
- 2016 Andreas Ecke (Wuppertal) für seine Übersetzungen aus dem Niederländischen; „Entdeckerpreis“ für eine außergewöhnliche Übersetzung: Jacqueline Crevoisier (Niederlande) für ihre Übersetzung der „Ollie B. Bommel“-Geschichten von Marten Toonder ins Deutsche
- 2018 Michael Walter (München) für seine Übersetzungen aus dem Englischen

### Juroren, Laudatoren, Festredner
- 2006 Karl Dedecius (Juror und Laudator), Gesine Schwan (Festrednerin)
- 2008 Peter Handke (Juror und Laudator), Werner Spies (Festredner)
- 2010 Hinrich Schmidt-Henkel (Juror und Laudator), Per Øhrgaard (Festredner)
- 2012 Ilma Rakusa (Jurorin und Laudatorin), Péter Nádas (Festredner)
- 2014 Paul Ingendaay (Juror und Laudator), Fernando Aramburu (Festredner)
- 2016 Christoph Buchwald (Juror und Laudator), Friso Wielenga (Festredner)
- 2018 Heinrich Detering (Juror und Laudator)